# Domaine de Maebashi

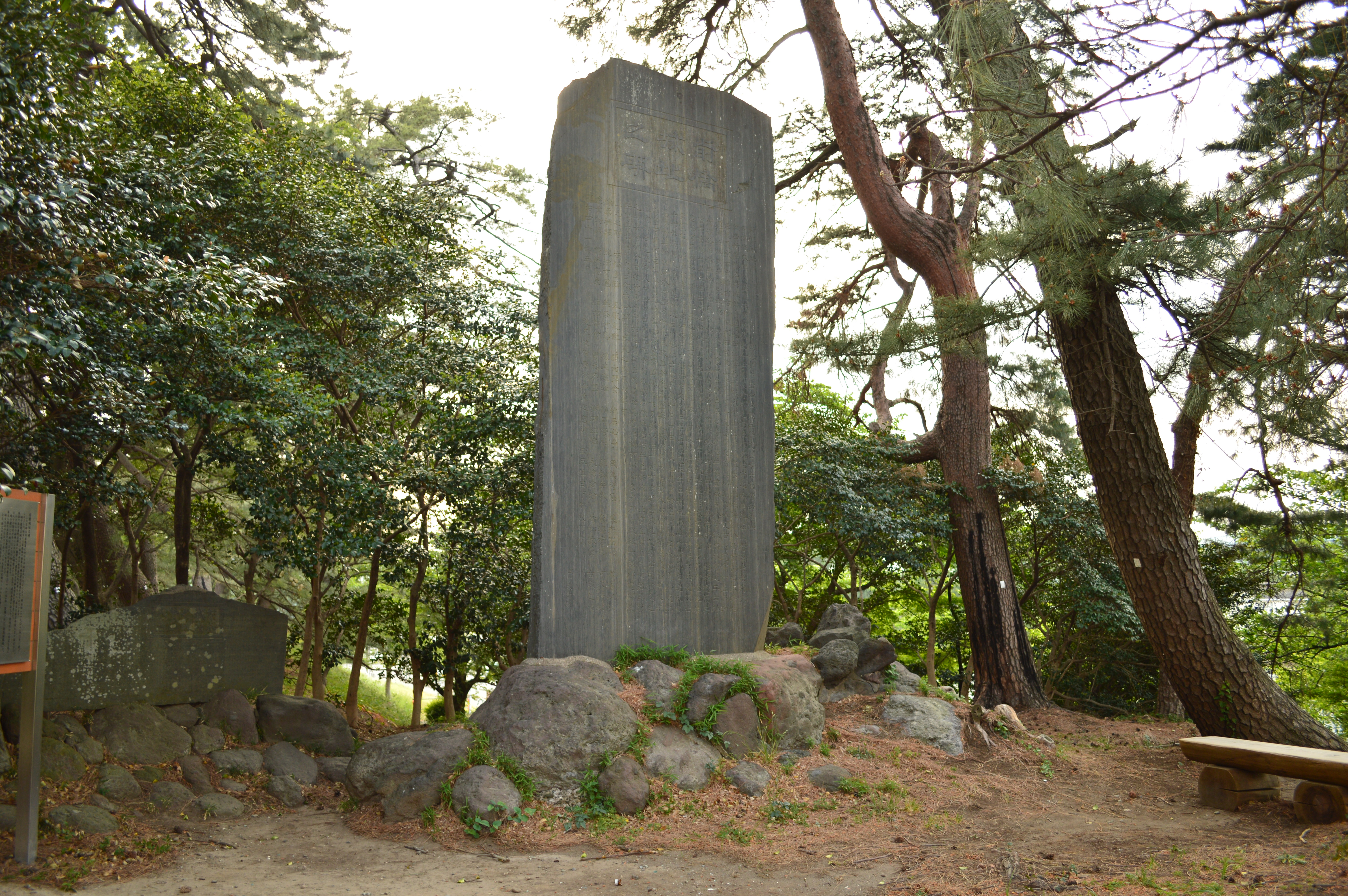
Monument marquant le site du château de Maebashi, centre administratif du domaine de Maebashi.

Le domaine de Maebashi (前橋藩, Maebashi-han) est un fief féodal japonais de l'époque d'Edo situé dans la province de Kōzuke (actuelle préfecture de Gunma). Il était dirigé à partir du château de Maebashi dans l'actuelle ville de Maebashi.

## Histoire
Le domaine de Maebashi est le site d'une importante fortification de l'époque Sengoku placée sur une jonction stratégique entre la Tone-gawa et la route principale reliant Edo à la province d'Echigo et la mer du Japon avec la route Nakasendō entre Edo et Kyoto. La région est âprement disputée par le clan Uesugi et les clans Takeda et Odawara Hōjō.
Après que Tokugawa Ieyasu a pris le contrôle de la région de Kantō en 1590, il offre la zone à son général de confiance, Hiraiwa Chikayoshi, avec des revenus de 33 000 koku. À la suite de l'établissement du shogunat Tokugawa, les Hiraiwa sont transférés au château de Kōfu et remplacés à Maebashi par une branche du clan Sakai, anciens daimyōs du domaine de Kawagoe. Les Sakai dirigent pendant neuf générations, de 1601 à 1749, période durant laquelle le domaine augmente ses revenus jusqu'à 150 000 koku. Le 2e daimyō , Sakai Tadayo, et le 4e, Sakai Tadakiyo, servent comme tairō dans l'administration shogunale.
Après le transfert des Sakai au domaine de Himeji, ils sont remplacés par une branche du clan Matsudaira de la province d'Echizen, et Matsudaira Tomonori dirige le domaine de 1749 à 1767. Cependant, l'érosion de la Tone-gawa et les inondations fréquentes continuent de toucher le château, et en 1767, Matsudaira Tomonori décide de déplacer son siège de Maebashi au château de Kawagoe, rabaissant le domaine de Maebashi au rang de territoire détaché du domaine de Kawagoe.
Durant la période du Bakumatsu, la prospérité et l'importance économique de Maebashi, grâce au commerce de la soie, mènent les habitants locaux à pétitionner auprès de leur seigneur pour son retour au château de Maebashi. Le shogunat Tokugawa cherche également à faire de Maebashi un refuge possible au cas où Edo serait attaqué par les puissances occidentales et soutient ce déplacement. Un nouveau château de Maebashi est achevé en 1866 et le clan Matsudaira s'y installe en 1867. Durant la guerre de Boshin, le domaine de Maebashi rejoint rapidement le camp impérial. Cependant, une enclave détachée du domaine à Futtsu se rallie aux Tokugawa et l'un des rōjū du domaine principal est forcé de se faire seppuku en punition.
Après le conflit et l'abolition du système han en juillet 1871, le domaine de Maebashi devient la « préfecture de Maebashi » qui sera plus tard une partie de la préfecture de Gunma.

## Possessions à la fin de l'époque d'Edo
Comme la plupart des domaines japonais, Maebashi est composé de plusieurs territoires discontinus dont la valeur kokudaka est basée sur une estimation périodique du potentiel agricole,.
- Province de Kōzuke
  - 60 villages du district de Gunma
  - 102 villages du district de Seta
  - 2 villages du district de Sai
  - 15 villages du district de Nawa
  - 21 villages du district de Nitta
  - 1 village du district de Yamada
  - 10 villages du district d'Ōra
- Province de Shimotsuke
  - 4 villages du district d'Aso
  - 3 villages du district d'Ashikaga
- Province de Hitachi
  - 25 villages du district de Kōchi
  - 7 villages du district de Tsukuba
- Province de Musashi
  - 13 villages du district de Tama
  - 13 villages du district de Saitama
  - 65 villages du district de Hiki
  - 20 villages du district de Koma
  - 11 villages du district de Iruma
  - 2 villages du district de Hanzawa
  - 4 villages du district de Kodama
  - 7 villages du district de Chichibu
  - 3 villages du district de Naka
  - 11 villages du district d'Ōsato
- Province d'Awa
  - 31 villages du district d'Asai
  - 19 villages du district de Hei
  - 18 villages du district d'Awa
- Province de Kazusa
  - 17 villages du district d'Amaha
  - 20 villages du district de Sue
  - 74 villages du district de Mōda
- Province d'Omi
  - 10 villages du district de Kurita
  - 2 villages du district de Yasu
  - 1 village du district de Gamo

## Liste des daimyōs
| #                                                                           | Nom                            | Règne     | Titre de courtoisie                                     | Rang de cour             | Kokudaka                       |
| --------------------------------------------------------------------------- | ------------------------------ | --------- | ------------------------------------------------------- | ------------------------ | ------------------------------ |
| Clan Sakai (fudai) 1601-1749                                                |                                |           |                                                         |                          |                                |
| 1                                                                           | Sakai Shigetada (酒井重忠)     | 1601-1617 | Kawachi-no-kami (河内守)                                | 5e inférieur (従五 位下) | 33 000 koku                    |
| 2                                                                           | Sakai Tadayo (酒井忠世)        | 1617-1636 | Uta-no-kami (雅楽頭) ; jijū (侍従)                      | 4e inférieur (従四 位下) | 33 000 → 52 000 → 122 000 koku |
| 3                                                                           | Sakai Tadayuki (酒井忠行)      | 1636-1636 | Awa-no kami (阿波守)                                    | 4e inférieur (従四 位下) | 122 000 → 152 000 koku         |
| 4                                                                           | Sakai Tadakiyo (酒井忠清)      | 1636-1681 | Uta-no-kami (雅楽頭) ; Sakone-no-shōshō (左近衛少将)    | 4e inférieur (従四 位下) | 152 000 → 150 000 koku         |
| 5                                                                           | Sakai Tadataka (酒井忠挙)      | 1681-1707 | Uta-no-kami (雅楽頭)                                    | 4e inférieur (従四 位下) | 150 000 koku                   |
| 6                                                                           | Sakai Tadami (酒井忠相)        | 1707-1708 | Uta-no-kami (雅楽頭)                                    | 4e inférieur (従四 位下) | 150 000 koku                   |
| 7                                                                           | Sakai Chikayoshi (酒井親愛)    | 1708-1720 | Uta-no-kami (雅楽頭)                                    | 4e inférieur (従四 位下) | 150 000 koku                   |
| 8                                                                           | Sakai Chikamoto (酒井親本)     | 1720-1731 | Uta-no-kami (雅楽頭) ; jijū(侍従)                       | 4e inférieur (従四 位下) | 150 000 koku                   |
| 9                                                                           | Sakai Tadazumi (酒井忠恭)      | 1731-1749 | Uta-no-kami(雅楽頭) ; Sakone-no-shōshō (左近衛少将)     | 4e inférieur (従四 位下) | 150 000 koku                   |
| Clan Matsudaira (fudai) 1749-1767 ; 1867-1871                               |                                |           |                                                         |                          |                                |
| 1                                                                           | Masudaira Tomonori (松平朝矩)  | 1749-1767 | Yamato-no-kami (大和守)                                 | 4e inférieur (従四位下)  | 150 000 koku                   |
| Siège transféré au domaine de Kawagoe dans la province de Musashi 1767-1867 |                                |           |                                                         |                          |                                |
| 1                                                                           | Matsudaira Naokatsu (松平直克) | 1867-1869 | Yamato-no-kami (大和守) ; Sakone-no-shōshō (左近衛少将) | 4e inférieur (従四位下)  | 170 000 koku                   |
| 2                                                                           | Matsudaira Naokata (松平直方)  | 1869-1871 | Néant                                                   | Néant                    | 170 000 koku                   |